# غريغ سترونج
غريغ سترونج (بالإنجليزية: Greg Strong)‏ (5 سبتمبر 1975 في المملكة المتحدة - ) هو مدرب كرة قدم ولاعب كرة قدم بريطاني في مركز الدفاع. لعب مع بولتون واندررز وستوك سيتي وسكونثورب يونايتد وماكليسفيلد تاون ونادي بلاكبول ونادي بوري ونادي دندي ونادي ريل ونادي ماذرويل وهال سيتي وويغان أتلتيك ونادي هاليفاكس تاون ونورثويتش فيكتوريا ونادي تشيلتنهام تاون لكرة القدم وإف سي هاليفاكس تاون وDroylsden F.C. ‏ ونادي ليفينغستون لكرة القدم ونادي بوسطن يونايتد.

## وصلات خارجية
- غريغ سترونج على موقع قاعدة بيانات كرة القدم.إي يو (الإنجليزية)
- غريغ سترونج على موقع Soccerbase.com (لاعب) (الإنجليزية)
- غريغ سترونج على موقع عالم كرة القدم.نت (الإنجليزية)